# Between Two Ferns with Zach Galifianakis
Between Two Ferns with Zach Galifianakis è un talk show statunitense condotto dal comico Zach Galifianakis.
Gli episodi includono numerosi ospiti famosi e durano fra 3-6 minuti, in cui l'intervistatore (Galifianakis) e gli ospiti si scambiano critiche e insulti. Oltre alla serie online, c'è uno speciale televisivo di Comedy Central e un film originale Netflix dal titolo Between Two Ferns - Il film.
La colonna sonora della serie è l'arrangiamento di Dave Blume del tema di Bernard Herrmann da Taxi Driver, che è nell'album della colonna sonora originale di Taxi Driver ma non è stato incluso nel film.

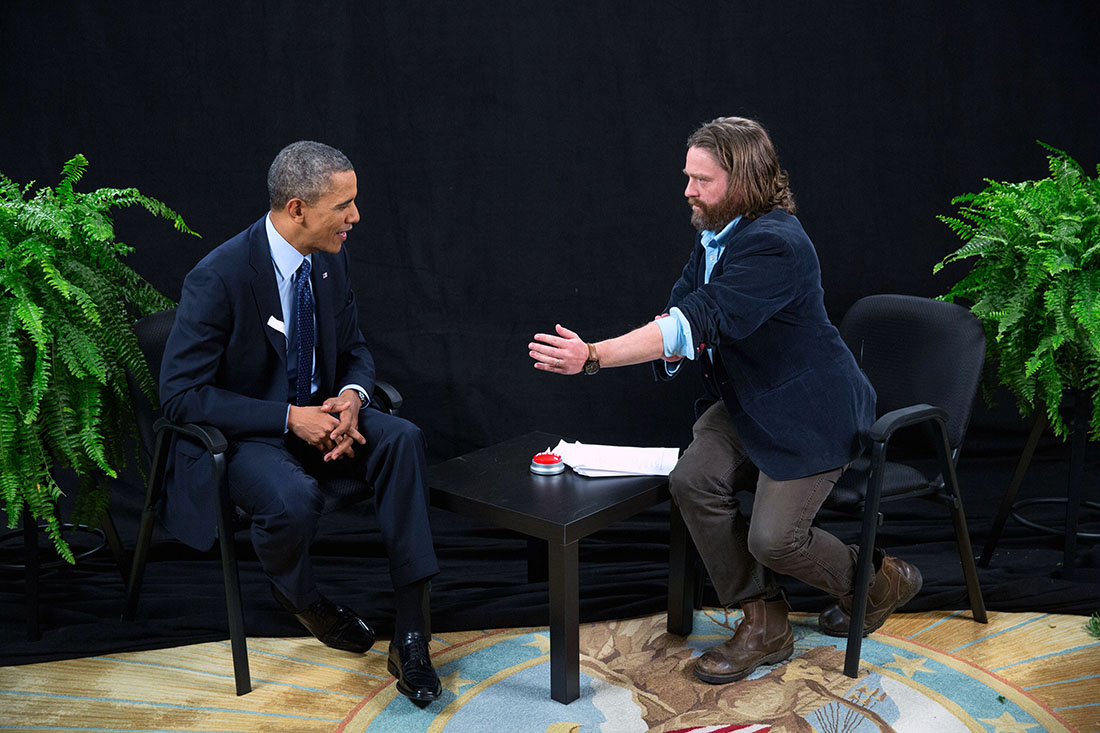
Il presidente degli Stati Uniti Barack Obama intervistato da Zach Galifianakis in un episodio di "Between Two Ferns with Zach Galifianakis" nella Diplomatic Reception Room della Casa Bianca il 24 febbraio 2014

## Format
Come suggerisce il titolo dello spettacolo, il conduttore Zach Galifianakis intervista le celebrità mentre è seduto tra due felci in vaso. Il set assomiglia intenzionalmente a una produzione amatoriale a basso budget per la televisione ad accesso pubblico, con la grafica sullo schermo che contiene deliberatamente errori comici. Ad esempio, in un episodio del 2014, il nome di Brad Pitt è scritto "Bart Pit" e il suo film 12 anni schiavo (in lingua originale "12 years a Slave"), vincitore dell'Oscar 2013 per il miglior film, si intitola 12 Years a Salve (in cui la parola "Salve" indica un unguento).
Galifianakis mantiene un comportamento molto goffo e spesso antagonista con i suoi ospiti, ponendo loro domande bizzarre, inappropriate o offensive mescolate a non-sequitur improvvisati. Le risposte degli ospiti sono per lo più improvvisate, nonostante le pre-intervista.
Gli episodi spesso includono un segmento in cui Galifianakis interrompe i suoi ospiti per promuovere il prodotto di uno sponsor. Gli esempi includono le banane, il videogioco Need for Speed: Shift e (più frequentemente) il deodorante Speed Stick. Alcuni annunci pubblicitari, come la grafica, si basano su aspetti o eventi relativi all'intervistato. Ad esempio, l'episodio con Hillary Clinton includeva uno degli spot pubblicitari della campagna di Donald Trump.

## Storia e accoglienza
Lo spettacolo è nato come un cortometraggio sullo sketch pilot di Scott Aukerman e BJ Porter, The Right Now! Show, uno spin-off del loro spettacolo dal vivo Comedy Death-Ray. Dopo che la rete ha rifiutato di riprendere lo spettacolo, il duo ha pubblicato il cortometraggio sul sito web Funny or Die, dove è passato con successo a una serie su Internet.
Discutendo dello spettacolo su ABC News Now, Galifianakis ha detto: "Il modo ruffiano in cui funziona la macchina di Hollywood - è divertente prenderlo in giro. È così che è iniziato Between Two Ferns ".
Agli ospiti non viene detto in anticipo cosa accadrà, secondo Galifianakis: "Accettano di venire. Non c'è discussione in anticipo. Succede e basta, nessuna vera preparazione, nessuna organizzazione di sorta". Continua: "L'inappropriatezza è davvero divertente per me. Questa è una specie di interpretazione di Between Two Ferns: umorismo inappropriato."
Il Chicago Tribune lo ha descritto come "improvvisazione surreale... un talk show che è più una critica affascinante della finta intimità delle interviste alle celebrità che un talk show ".
Uno speciale televisivo di 30 minuti, Between Two Ferns: A Fairytale of New York, è andato in onda su Comedy Central il 6 maggio 2012. Lo spettacolo prevedeva interviste con Tina Fey, Jon Stewart e Richard Branson.
L'episodio con il presidente Barack Obama è stato programmato per incoraggiare gli americani a sottoscrivere un'assicurazione sanitaria su Healthcare.gov. La pagina web Funnyordie.com è diventata il principale referente del sito del governo in quel periodo.
Anche l'episodio di settembre 2013 con Justin Bieber ha ricevuto una significativa attenzione da parte dei media. Lo spettacolo si è aperto con Galifianakis che gli ha detto: "È davvero emozionante parlare con te. Soprattutto nel bel mezzo del tuo tracollo pubblico."
Nell'episodio del 2014 con Brad Pitt, l'attore è stato chiamato sia "Bradley Pitts" che "Bart Pit", e Galifianakis ha definito l'ultimo film di Pitt Fury come Furry e ha chiesto all'attore: "È difficile per te mantenere l'abbronzatura... dato che vivi all'ombra di tua moglie?" 
Galifianakis ha anche chiesto a Pitt se la sua relazione con la moglie, Angelina Jolie, fosse qualcosa di simile a "Ross e Rachel" di Friends, lo spettacolo che ha reso famosa l'ex moglie di Pitt, Jennifer Aniston.
In un'intervista del gennaio 2016 al Los Angeles Times, mentre promuoveva Baskets, Galifianakis ha discusso dello stato di Between Two Ferns, affermando: "Non so cos'altro fare... [Between Two Ferns] ha fatto un po' il suo corso".
Galifianakis ha anche espresso il desiderio di intervistare il Papa nello show.
Il primo nuovo episodio di Between Two Ferns dopo quasi due anni è andato in onda a settembre 2016. Presentava l'allora candidata alla presidenza Hillary Clinton e ha ricevuto oltre 30 milioni di visualizzazioni nelle prime ventiquattr'ore, il più alto numero di spettatori nella storia di FunnyorDie.com. 
Between Two Ferns: The Movie, un adattamento cinematografico dello spettacolo diretto da Aukerman e scritto da Galifianakis e Aukerman, è stato presentato in anteprima su Netflix il 20 settembre 2019. Le interviste non tagliate del film con David Letterman, Paul Rudd, Awkwafina, Benedict Cumberbatch, Brie Larson, Keanu Reeves, Hailee Steinfeld e Adam Scott sono state pubblicate sul canale YouTube dal nome Netflix Is A Joke e su FunnyOrDie.com con il titolo Between Two Ferns with Zack Galifianakis: The Movie, Sorta Uncut Interviews, ricevendo una nomination come Primetime Emmy Award for Outstanding Short From Variety Series.

## Episodi
| Numero | Titolo                            | Ospite/i                                                                   |
| ------ | --------------------------------- | -------------------------------------------------------------------------- |
| 1      | Michael Cera                      | Michael Cera                                                               |
| 2      | Jimmy Kimmel                      | Jimmy Kimmel                                                               |
| 3      | Jon Hamm                          | Jon Hamm                                                                   |
| 4      | Natalie Portman                   | Natalie Portman                                                            |
| 5      | Bradley Cooper                    | Bradley Cooper e Carrot Top                                                |
| 6      | Charlize Theron                   | Charlize Theron                                                            |
| 7      | Conan O'Brien and Andy Richter    | Conan O'Brien, Andy Richter e Andy Dick                                    |
| 8      | Ben Stiller                       | Ben Stiller                                                                |
| 9      | Steve Carell                      | Steve Carell                                                               |
| 10     | Sean Penn                         | Sean Penn                                                                  |
| 11     | Bruce Willis                      | Bruce Willis                                                               |
| 12     | Jennifer Aniston and Tila Tequila | Jennifer Aniston e Tila Tequila                                            |
| 13     | Will Ferrell and Jon Hamm         | Will Ferrell e Jon Hamm                                                    |
| 14     | Oscar Buzz Edition, part 1        | Jennifer Lawrence, Naomi Watts, Christoph Waltz, Anne Hathaway e Amy Adams |
| 15     | Oscar Buzz Edition, part 2        | Jessica Chastain, Sally Field, Emmanuel Lewis e Bradley Cooper             |
| 16     | James Franco                      | James Franco, Edward Norton e The Lonely Island                            |
| 17     | Justin Bieber                     | Justin Bieber                                                              |
| N/A    | Happy Holidays Edition            | Tobey Maguire, Samuel L. Jackson e Arcade Fire                             |
| 18     | President Barack Obama            | Barak Obama                                                                |
| 19     | Brad Pitt                         | Brad Pitt e Louis C.K.                                                     |
| 20     | Hillary Clinton                   | Hillary Clinton                                                            |
| 21     | Jerry Seinfeld & Cardi B          | Jerry Seinfeld, Wayne Knight e Cardi B                                     |

### Speciale (2012)
Un episodio speciale è andato in onda in televisione su Comedy Central il 6 maggio 2012.
| Titolo                                     | Ospite/i                                |
| ------------------------------------------ | --------------------------------------- |
| Between Two Ferns: A Fayritale of New York | Tina Fey, Jon Stewart e Richard Branson |

## Premi
| Premi                                 | Categoria                                                  | Candidato/i                                                                             | Risultato  |
| ------------------------------------- | ---------------------------------------------------------- | --------------------------------------------------------------------------------------- | ---------- |
| Premio Emmy per le arti creative 2013 | Outstanding Short-Format Live-Action Entertainment Program | Mike Farah, Scott Aukerman, Zach Galifianakis, BJ Porter, Anna Wenger, Betsy Koch       | Nomination |
| Premio Emmy per le arti creative 2014 | Outstanding Short-Format Live-Action Entertainment Program | Scott Aukerman, Zach Galifianakis, BJ Porter, Mike Farah, Sean Boyle, Rachel Goldenberg | Vinto      |
| Premio Emmy per le arti creative 2015 | Outstanding Short-Format Live-Action Entertainment Program | Mike Farah, Scott Aukerman, Zach Galifianakis, BJ Porter, Sean Boyle, Michelle Fox      | Vinto      |